# Shengxin
Shengxin (kinesiska: 省新) är en köping i sydöstra Kina. Den ligger i Nan'an i staden Quanzhou i provinsen Fujian, omkring 150 kilometer sydväst om provinshuvudstaden Fuzhou. Antalet invånare är 48 710. Befolkningen består av 23 180 kvinnor och 25 530 män. Barn under 15 år utgör 15,0 %, vuxna 15-64 år 78 %, och äldre över 65 år 6,0 %.